# Brouillard-Innominata
Il Gruppo Brouillard-Innominata è un insieme di cime rocciose situato nella parte meridionale italiana del Massiccio del Monte Bianco, nelle Alpi del Monte Bianco.  Partendo dal Monte Bianco di Courmayeur,  una lunga cresta si dirige verso Sud,  delimitata a Ovest dal ghiacciaio del Monte Bianco  e ad Est dal Ghiacciaio del Brouillard. 

## Cime principali
Ecco le cime principali:
- Picco Luigi Amedeo - 4.470 m;
- Monte Brouillard - 4.069 m;
- Punta Baretti - 4.006 m;

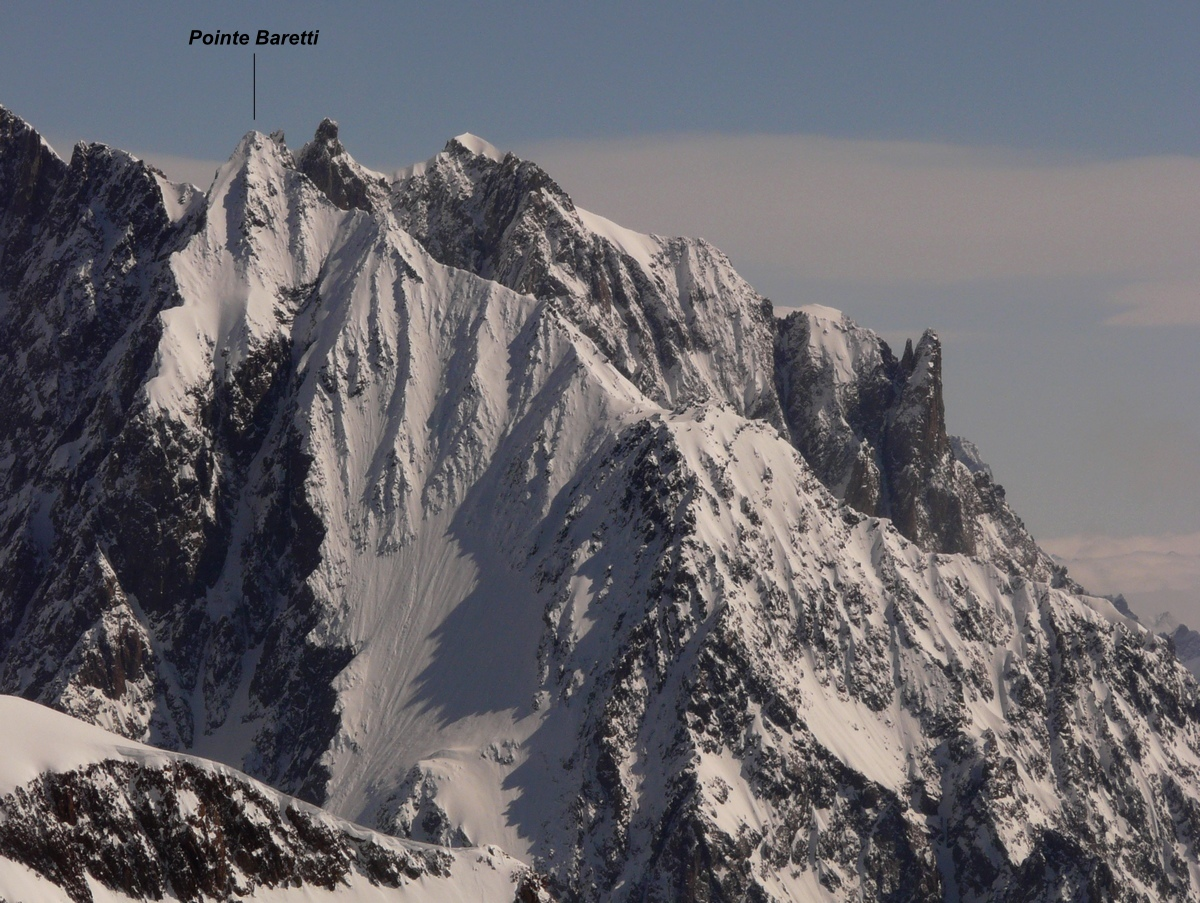
Punta Baretti

- Aiguilles du Brouillard - 3.364 m.

Nella parte più alta di questa cresta, verso Sud-Sud-Est,  si trova un'altra cresta più piccola:  il  picco dell'Innominata  che divide due aree selvagge del Monte Bianco: il  Brouillard  e il Freney. Gli altri picchi minori di questa cresta sono:
- Pic Eccles - 4.038 m;
- Punta Innominata - 3.732 m;
- Aiguille Croux - 3.257 m.

## Rifugi
- Rifugio Monzino -  2.590 m
- Rifugio Quintino Sella - 3.363 m
- Bivacco Giuseppe Lampugnani - 3.860 m.

## Galleria d'immagini

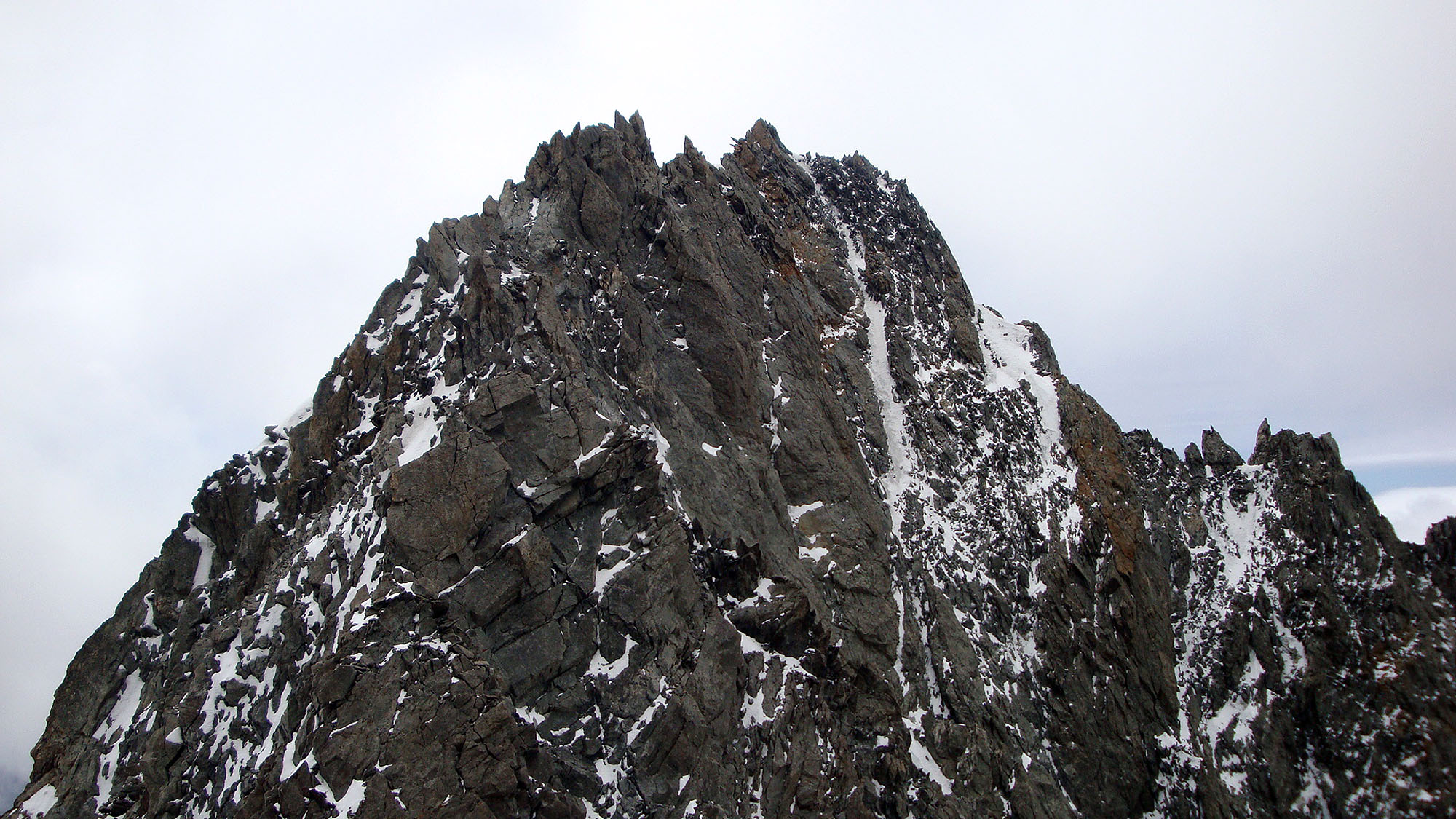
Monte Brouillard
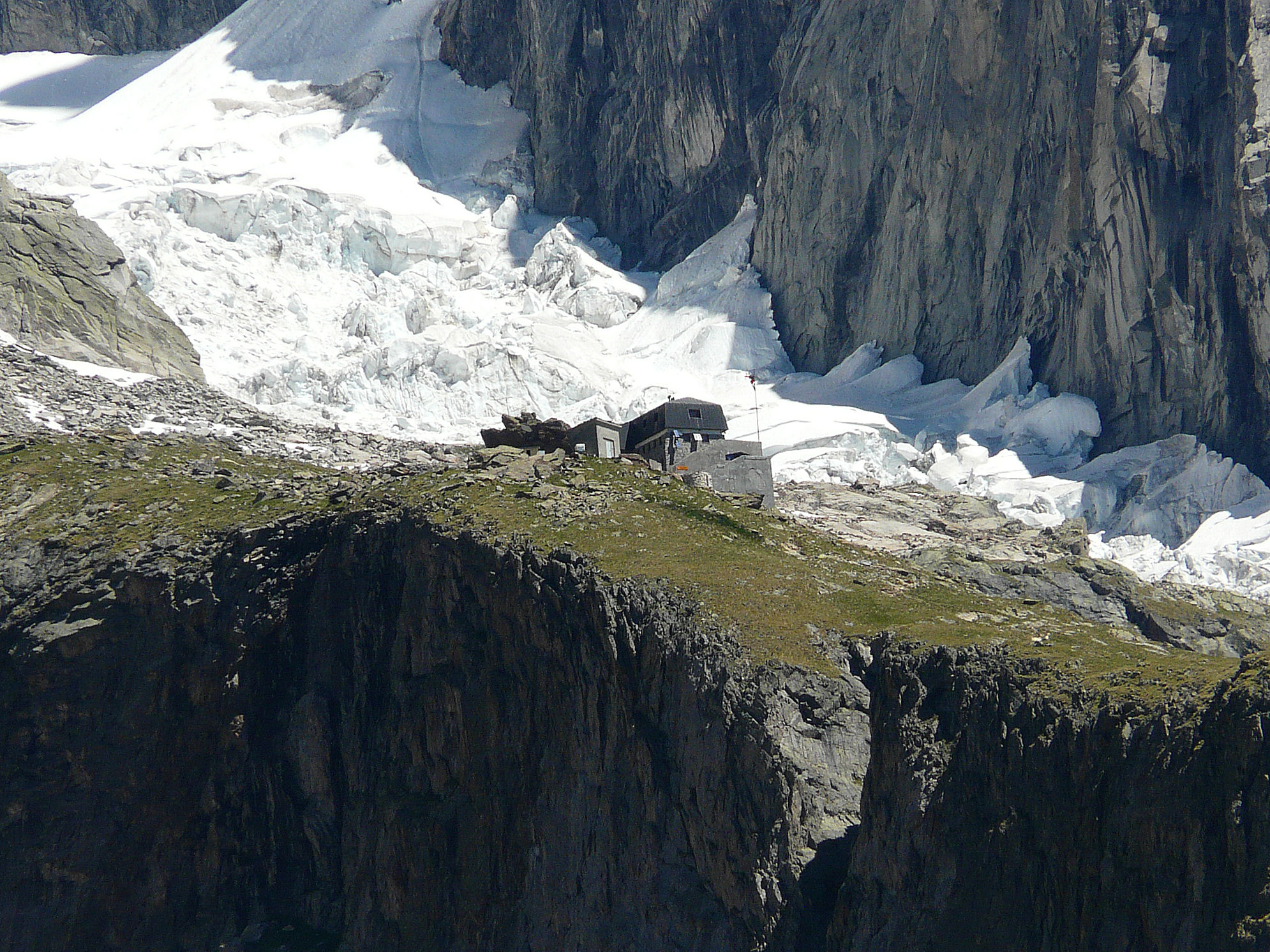
Rifugio Monzino con il ghiacciaio del Freney